# Camiseta sin mangas

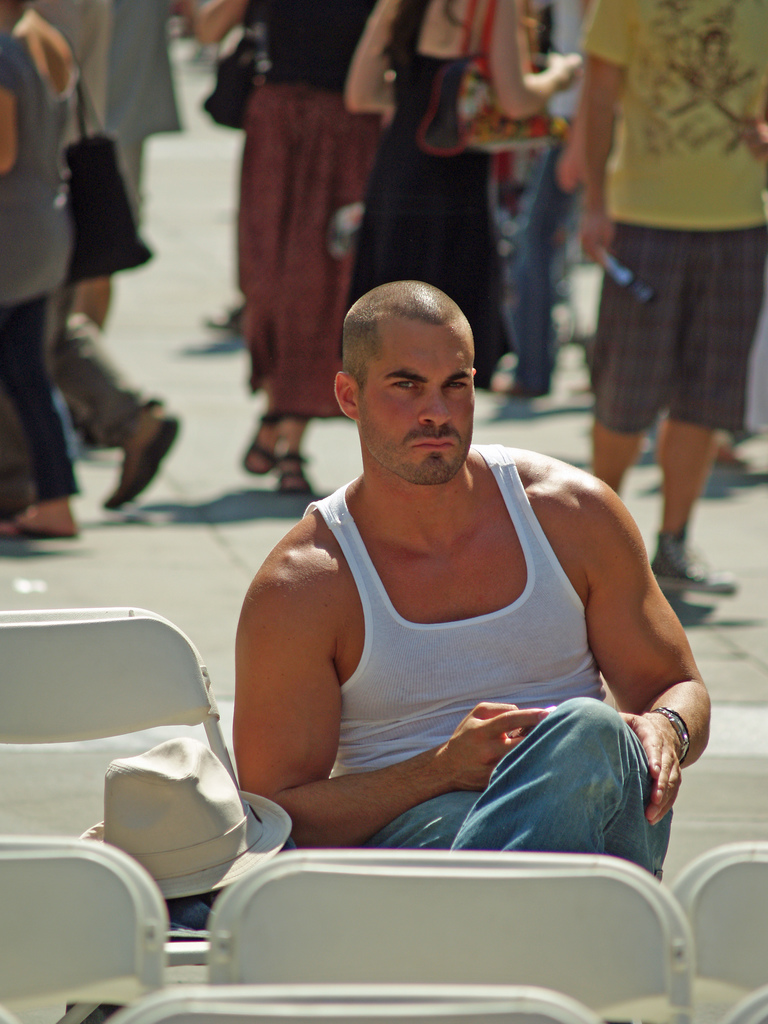
Un hombre que lleva una camiseta sin mangas, también conocida como esqueleto o musculosa en algunos países.

Un esqueleto o camisilla (en Colombia), musculosa (en Argentina y Uruguay), franelilla o guardacamisa (en Venezuela), camiseta de tirantes, camiseta de asillas o camiseta imperio (en España), bividí o bivirí (en Perú), o camiseta sin mangas es fabricada sin sus mangas, o cuyas mangas han sido cortadas. Las camisetas sin mangas son usadas por personas, tanto mujeres como hombres, dependiendo del estilo. Se usan como camiseta interior para evitar sudar en la camisa que se lleva encima o también son usadas por atletas en deportes como atletismo y triatlón. También se suelen usar como prenda simple cuando el clima es muy caliente.

## Tipos

### Camiseta esqueleto, Maya o Almilla (Tank top)
En partes de centro y Sudamérica son conocidas como esqueleto, camisilla o franelilla. En Argentina como musculosas. En España se le conoce como camiseta de tirantes. Otro término es singlete, usado en Inglaterra, Escocia, Irlanda, Australia, Ghana, Nigeria, Hong Kong, Singapur, Nueva Zelanda y partes de Hawái. En Filipinas, cuando se usa como una camiseta se llama sando. En Bangladés y el estado de Bengala Occidental en India, se le llama sando-genji; en otros estados del este de la India se llama sando-ganji. En la India es conocido como un banian y se usa ampliamente como una camiseta para absorber el sudor y evitar su penetración en las capas externas de la ropa. En Francia, comúnmente se la llama «marcel» en honor a Marcel Eisenberg, quien comenzó la producción a gran escala de las camisas para los porteros parisinos a mediados del siglo XIX, o más formalmente un debardeur, lo que significa «estibador», «portero» o «estibador». Pero en la Bélgica de habla francesa, solo se llama singlet.
Además del uso deportivo, los esqueletos o camisetas esqueleto se han utilizado tradicionalmente como camisetas, especialmente con trajes y camisas de vestir. A veces se usan solos sin una camisa de vestir o una camiseta superior durante un clima muy cálido y / o húmedo, principalmente en América del Norte, donde el clima es más cálido y más húmedo en el verano. Los esqueletos a menudo se usan solos en ambientes muy informales, como ropa de salón, y / o al completar el trabajo de jardinería u otras tareas domésticas.
La construcción de un esqueleto es simple: el cuello y las sisas a menudo están reforzados para mayor durabilidad. Por lo general, uno tiene sisas y agujeros de cuello grandes y un escote que puede llegar hasta la parte inferior del pecho. (Las camisetas esqueleto de las mujeres tienen agujeros más pequeños, para ocultar sus senos). En ocasiones, también se hacen largos para facilitar la colocación de un par de jeans / shorts. En casi todos los casos, son sin botones, sin cuello y sin bolsillo. Un esqueleto que se usa como una camiseta está diseñada para un ajuste apretado y, a menudo, está hecha de algodón de tejido
Un esqueleto consiste en una camisa sin mangas con cuello bajo y diferentes anchos de tirantes. Lleva el nombre de trajes de tanque, trajes de baño de una pieza de la década de 1920 usados en tanques o piscinas. La prenda de tronco es usada comúnmente por hombres y mujeres.
En el Reino Unido, un esqueleto es el nombre local de un saco sin mangas.

### Camisola

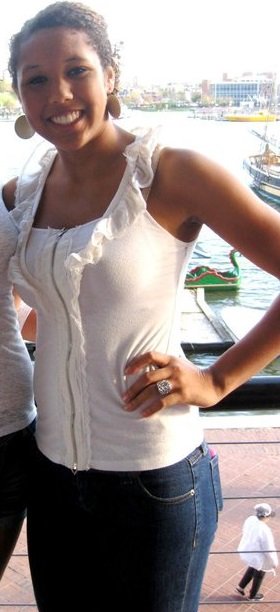
Una camisola siendo utilizada como blusa.

Una camisola, también llamada simplemente cami, es una prenda interior sin mangas para las mujeres, que normalmente se extiende hasta la cintura. A menudo tienen correas de espagueti. Originalmente usado como una camisilla, como la camisa, se han usado cada vez más como ropa de abrigo para el clima cálido. La camisola generalmente está hecha de satén, nailon o algodón.

### Dudou
Un dudou («cubierta del vientre»), conocido como yem en contextos vietnamitas, es un artículo de ropa del este de Asia que se asemeja a un delantal de seda o babero pero tradicionalmente se usa como una camiseta o blusa para aplanar la figura y, medicinalmente, para preservar el qi del estómago. A partir del año 2000, la moda occidental y china también comenzó a incorporarlas como una camisa sin mangas y sin espalda para mujeres.

### Blusa de tira(s) al cuello o cuello Halter
Una blusa de tira al cuello es una camisa sin mangas en la que una correa rodea la parte posterior del cuello, dejando la parte superior de la espalda descubierta. Las blusas son usadas principalmente por niñas y mujeres.

### Camiseta muscular o musculosa
Una camiseta sin mangas, también llamada camisa musculosa, tiene el mismo diseño que una camisa, pero sin mangas. Tanto las mujeres como los hombres pueden usar algunas camisetas sin mangas, que poseen agujeros para los brazos más pequeños y más estrechos, pero las que tienen los agujeros para los brazos más grandes y más anchos las usan principalmente los hombres, ya que los agujeros más grandes expondrían el pecho femenino en determinadas circunstancias. A menudo se usan durante las actividades deportivas o como ropa casual durante el clima más cálido. Son conocidos coloquialmente como camisetas de tiras en el sur de los Estados Unidos. Eran muy populares en la década de 1980 y estaban asociados estereotípicamente con surfistas y culturistas (de ahí el nombre de camisa «muscular o musculosa») y con frecuencia en gimnasios.[cita requerida] Tales camisas sin logos ahora se usan más comúnmente como ropa casual.

### Blusa tubo o Top tubo
Una blusa tubo o top de tubo es una camisa sin mangas ni hombros, básicamente un tubo que envuelve el torso de una mujer. Algunas versiones cubren la mayor parte del torso mientras que otras dejan un abdomen grande. En inglés británico y australiano, se les conoce informalmente como tubos de senos (boob tubes).